# Đorđe Lazić (fotbalist)
Đorđe Lazić este un fotbalist profesionist sârb care joacă ca mijlocaș ofensiv.